# Scottish Premier League (1999/2000)
Scottish Premier League (1999/00) – 104. sezon rozgrywek o Mistrzostwo Szkocji i drugim pod nazwą – Scottish Premier League. Sezon rozpoczął się 31 lipca 1999, a zakończył – 21 maja 2000 r.

## Podsumowanie
Rozgrywki w sezonie 1999/00 zakończyły się, drugi raz z rzędu sukcesem Rangers, którzy zakończyli sezon z 21 punktami przewagi nad odwiecznym rywalem, Celticiem. Ponieważ SPL zdecydowała o rozszerzeniu ligi z 10 do 12 zespołów, ostatnia drużyna w tabeli – Aberdeen utrzymała się w najwyższej klasie rozgrywkowej. Planowane było rozegranie baraży pomiędzy drugą i trzecią ekipą zaplecza SPL oraz Aberdeen o dwa miejsca w ekstraklasie, ale Falkirk, który ukończył zmagania na trzeciej pozycji nie został do nich dopuszczony z powodu zbyt małego stadionu. W związku z tym do SPL awansowały dwie najlepsze ekipy Scottish First Division – St Mirren i Dunfermline Athletic. Rangers, jako mistrzowie zakwalifikowali się do Ligi Mistrzów, a Celtic i zespół z trzeciego miejsca – Hearts – do Pucharu UEFA.
Celtic rozpoczął sezon z nowym menedżerem, byłym zawodnikiem Liverpoolu, Johnem Barnesem. Jednakże z powodu słabych wyników, po przegranym 1:3 meczu w Pucharze Szkocji z drugoligowym Inverness Caledonian Thistle zastąpił go Kenny Dalglish.

## Awanse i spadki po sezonie 1998/99
Awans z First Division do Premier League
- Hibernian

Spadek z Premier League do First Division
- Dunfermline Athletic

## Wydarzenia
- 22 kwietnia: Rangers wygrał ligę po remisie Celticu 1:1 z Hibernian[3]. To 11. tytuł The Gers w ostatnich 12 latach.

## Tabela
| Poz. | Drużyna       | M  | Z  | R  | P  | G+ | G- | G+- | Pkt. | Kwalifikacje/spadki                                   |
| ---- | ------------- | -- | -- | -- | -- | -- | -- | --- | ---- | ----------------------------------------------------- |
| 1    | Rangers       | 36 | 28 | 6  | 2  | 96 | 26 | 70  | 90   | Liga Mistrzów UEFA 2000/01 Druga runda kwalifikacyjna |
| 2    | Celtic F.C.   | 36 | 21 | 6  | 9  | 90 | 38 | 52  | 69   | Puchar UEFA 2000/01 Runda kwalifikacyjna              |
| 3    | Hearts        | 36 | 15 | 9  | 12 | 47 | 40 | 7   | 54   | Puchar UEFA 2000/01 Runda kwalifikacyjna              |
| 4    | Motherwell    | 36 | 14 | 10 | 12 | 49 | 63 | -14 | 52   |                                                       |
| 5    | St. Johnstone | 36 | 10 | 12 | 14 | 36 | 44 | -8  | 42   |                                                       |
| 6    | Hibernian     | 36 | 10 | 11 | 15 | 49 | 61 | -12 | 41   |                                                       |
| 7    | Dundee F.C.   | 36 | 12 | 5  | 19 | 45 | 64 | -19 | 41   |                                                       |
| 8    | Dundee United | 36 | 11 | 6  | 19 | 34 | 57 | -23 | 39   |                                                       |
| 9    | Kilmarnock    | 36 | 8  | 13 | 15 | 38 | 52 | -14 | 37   |                                                       |
| 10   | Aberdeen      | 36 | 9  | 6  | 21 | 44 | 83 | -39 | 33   |                                                       |

## Najlepsi strzelcy

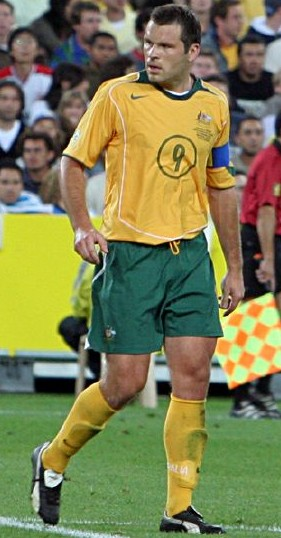
Mark Viduka – król strzelców w sezonie 1999/00

| Zawodnik        | Klub          | Bramki |
| --------------- | ------------- | ------ |
| Mark Viduka     | Celtic F.C.   | 25     |
| Jorg Albertz    | Rangers       | 17     |
| Rod Wallace     | Rangers       | 16     |
| Gary McSwegan   | Hearts        | 13     |
| Willie Falconer | Dundee F.C.   | 12     |
| Mark Burchill   | Celtic F.C.   | 11     |
| Kenny Miller    | Hibernian     | 11     |
| John Spencer    | Motherwell    | 11     |
| Billy Dodds     | Rangers       | 10     |
| Nathan Lowndes  | St. Johnstone | 10     |
| Michael Mols    | Rangers       | 9      |
| Tommy Johnson   | Celtic F.C.   | 9      |

## Widzowie na trubunach
Średnia liczba widzów na meczach SPL w sezonie 1999/00 jest przedstawiona poniżej:
| Drużyna       | Średnia |
| ------------- | ------- |
| Celtic F.C.   | 54,440  |
| Rangers       | 48,116  |
| Hearts        | 14,246  |
| Aberdeen      | 12,813  |
| Hibernian     | 11,870  |
| Kilmarnock    | 9,419   |
| Dundee United | 8,186   |
| Motherwell    | 7,297   |
| Dundee F.C.   | 6,938   |
| St. Johnstone | 6,117   |

## Zmiany menedżerów
| Drużyna     | Odchodzący menedżer | Powód                   | Data odejścia  | Zastąpiony przez | Data zastąpienia |
| ----------- | ------------------- | ----------------------- | -------------- | ---------------- | ---------------- |
| Aberdeen    | Paul Hegarty        |                         | Maj 1999       | Ebbe Skovdahl    | Czerwiec 1999    |
| Celtic F.C. | Jozef Vengloš       | Obustronne porozumienie | Maj 1999       | John Barnes      | 10 czerwca 1999  |
| Celtic F.C. | John Barnes         | Zwolniony               | 10 lutego 2000 | Kenny Dalglish   | 10 lutego 2000   |